# Tetraetil pirofosfat
Tetraetil pirofosfat (TEPP) je organofosfatno jedinjenje. Ono se koristi kao pesticid.
Ovo jedinjenje je čista, bezbojna tečnost. Ono je rastvorno u vodi, ali se brzo hidrolizuje. TEPP je prvi sintetisao Filip de Klermont. Ovo jedinjenje se može pripremiti koristeći dva ekvivalenta dietil hlorofosfata sa jednim ekvivalentom vode u prisustvu piridina da sakupi formirani hlorovodonik: